# Mimusops andongensis
Mimusops andongensis är en tvåhjärtbladig växtart som beskrevs av William Philip Hiern. Mimusops andongensis ingår i släktet Mimusops och familjen Sapotaceae. Inga underarter finns listade i Catalogue of Life.